# گنج‌آباد علیا (جیرفت)
گنج‌آباد علیا روستایی در دهستان گنج‌آباد بخش اسماعیلی شهرستان جیرفت استان کرمان ایران است.

## جمعیت
بر پایه سرشماری عمومی نفوس و مسکن در سال ۱۳۹۵ جمعیت این روستا ۳۶۲ نفر (۱۱۰خانوار) بوده‌است.